# Gerdum Enders

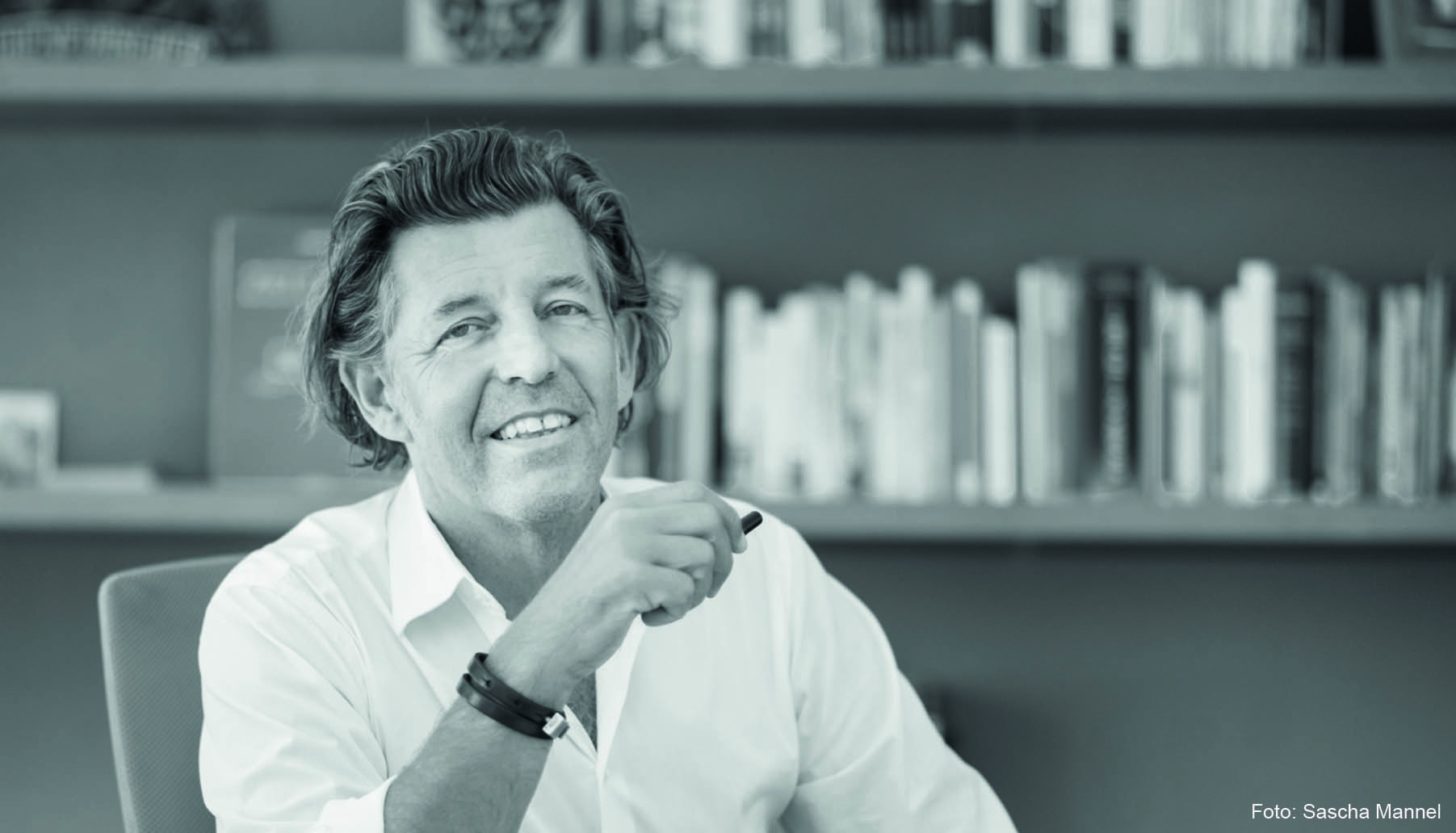
Gerdum Enders (2017)

Gerdum Enders (* 2. Dezember 1961 in Kassel) ist ein deutscher Marken- und Innovationsberater.

## Werdegang
1981 machte Gerdum Enders das Abitur am Albert-Schweitzer-Gymnasium in Kassel und absolvierte von 1983 bis 1989 das Studium der Wirtschaftswissenschaften an der Universität Kassel. Während dieser Zeit arbeitete Gerdum Enders als Berater für Designmanagement und Marketing. Hieraus entwickelte er die transdisziplinäre Methode Systemcoding® Der wissenschaftliche Ansatz: Märkte sind dynamische Zeichensysteme – die bewusst codiert sind, war Ergebnis seiner Dissertation 1997 zum Dr. rer. pol. Von 2008 bis 2013 arbeitete Enders als Professor für Designmarketing an der Fakultät für Gestaltung der Fachhochschule Hildesheim/Holzminden/Göttingen in Hildesheim. Er ist Stiftermitglied im Rat für Formgebung sowie Gründer des Expertennetzwerks „Global Mind Network“.
Arbeits- und Forschungsschwerpunkte von Gerdum Enders liegen in den Bereichen Integrierte Codierung von Systemen (Design, Marketing, Technik) sowie die angewandte Semiotik (Zeichenforschung und Bedeutungsmanagement).

## Schriften
- Design als Element wirtschaftlicher Dynamik. Herne 1999, ISBN 3-924670-31-5.
- Forschung erfolgreich vermarkten. Berlin 2003, ISBN 978-3-540-44078-9
- Bedeutungsmanagement für Produkt und Kommunikation. Berlin 2006, ISBN 3-8325-1108-3.
- Design Zoom – Design im Kontext der Zukunftsgesellschaft. Oldenburg 2010, ISBN 978-3-941295-07-0
- Der Zukunftscode – Evolutionäre Strategien für Marketing, Design, Technik. Oldenburg 2011, ISBN 978-3-941295-08-7
- mit Markus Schlegel und Gerhard Fuchs (Hrsg.): Urban Coding – Städte sind Zeichensysteme. Stadtfarben. Societäts-Verlag, Frankfurt 2013, ISBN 978-3-942921-87-9.
- mit Norbert Werner Wasserfurth-Grzybowski: The Light Code - Licht codiert die Wirklichkeit. VIA Verlag, Gütersloh, ISBN 978-3-9811940-9-8